# Lopra
Lopra este un oraș din Insulele Faroe.